# Sémelay
Sémelay – miejscowość i gmina we Francji, w regionie Burgundia-Franche-Comté, w departamencie Nièvre.
Według danych na rok 1990 gminę zamieszkiwało 317 osób, a gęstość zaludnienia wynosiła 9 osób/km² (wśród 2044 gmin Burgundii Sémelay plasuje się na 599. miejscu pod względem liczby ludności, natomiast pod względem powierzchni na miejscu 112.).